# Такая долгая жизнь (роман)
Такая долгая жизнь (1978) — роман русского писателя Игоря Бондаренко.

## Сюжет
В романе рассказывается о жизни большой русской семьи Путивцевых. Её судьба неотделима от судьбы всего народа и страны. В романе дана объёмная картина событий XX века. Жизнь большой таганрогской семьи связана с важными историческими событиями минувшего века. Показано предвоенное время, война. Особое внимание автор уделяет событиям первого года войны, самого трагического. Приграничные танковые сражения, налёты советской авиации на Берлин в августе 1941 года. Консультантом у автора был командир 81-й авиадивизии, один из первых Героев Советского Союза М. В. Водопьянов и главный штурман полярной авиации СССР В. И. Аккуратов. В книге автор сохранил подлинные имена лётчиков, которые летали на Берлин, командиров 8-го механизированного корпуса генерал-лейтенанта Рябышева, которого автор хорошо знал лично. В романе также показана работа наших дипломатов в Берлине и в Лондоне в годы войны. Сведения о личной жизни Гитлера автор тоже построил на документальной основе. Встречался с личной стенографисткой Гитлера Гертрудой Юнге. Много глав посвящено гитлеровской Германии в разные периоды (до войны и во время войны). Открытие второго фронта в Нормандии в 1944 году также находит отражение в романе. В эпилоге автор «доводит» своих героев до конца 80-х годов XX века.

## Персонажи романа
- Михаил Путивцев — партийный и государственный деятель;
- Алексей Путивцев — машинист пильгерстана, в годы войны — танкист;
- Владимир Путивцев;
- Пантелей Путивцев — комбриг (генерал-майор авиации);
- Тихон Иванович — глава большой русской семьи;
- Николай Бандуристов — артиллерист (Керченская операция 1941 года. Бои под Сталинградом. Освобождение Севастополя в 1944 году);
- Дмитрий Дудка — младший командир Красной Армии;
- Михаил Щаренский — крупный работник НКВД;
- Лариса Ананьина — жена работника НКВД;
- Юрий Топольков — советский пресс-атташе перед войной в Берлине, во время войны — в Лондоне;
- Маша Тополькова — жена пресс-атташе Юрия Тополькова;
- Маршал Рокоссовский — командующий 2-м Белорусским фронтом;
- Рябышев — генерал-лейтенант, командир 8 мех. корпуса;
- Майский — советский посол в Лондоне;
- Валерий Чкалов — знаменитый советский лётчик;
- Стронг — английский журналист и разведчик;
- Брэндэндж — американский журналист;
- Гитлер;
- Ева Браун;
- Фельдмаршал Э. фон Клейст — командующий 1-й танковой армией Германии;
- Черчилль;
- Остер — генерал, заместитель адмирала Канариса, один из главных заговорщиков против Гитлера.

## Галерея персонажей

Михаил Путивцев
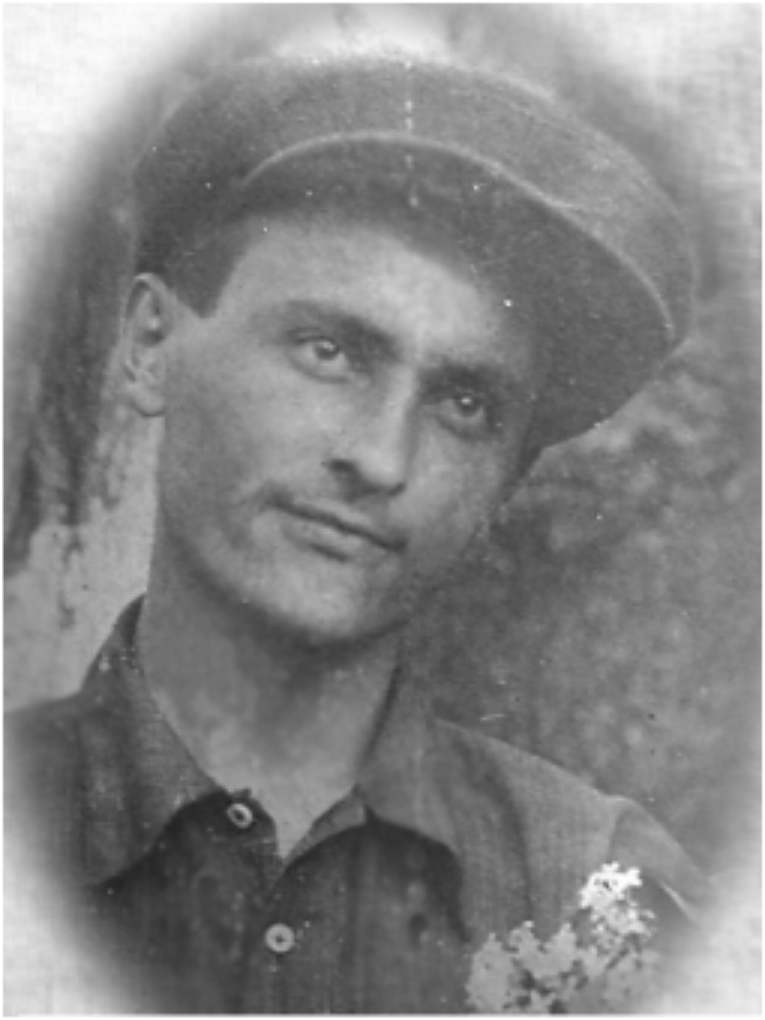
Алексей Путивцев
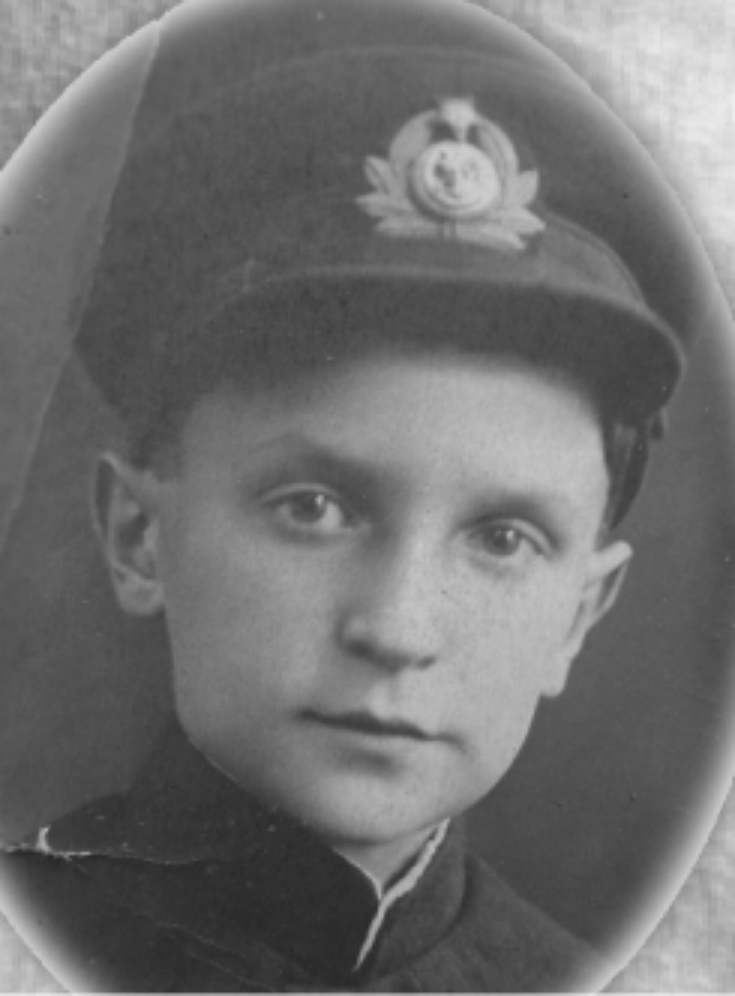
Владимир Путивцев
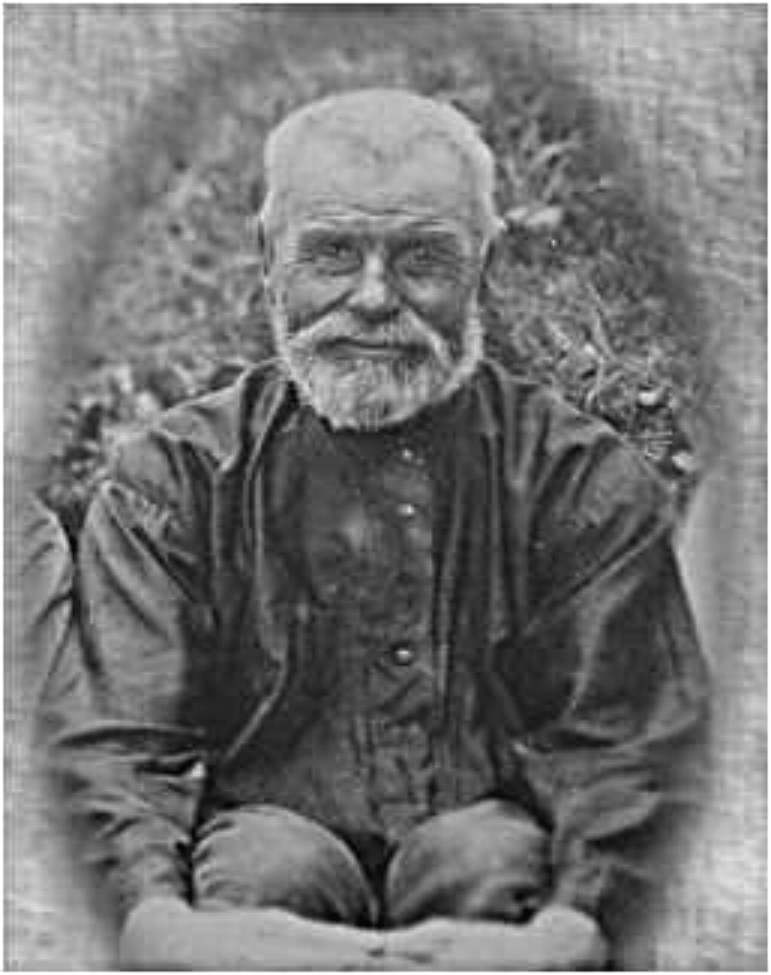
Тихон Иванович
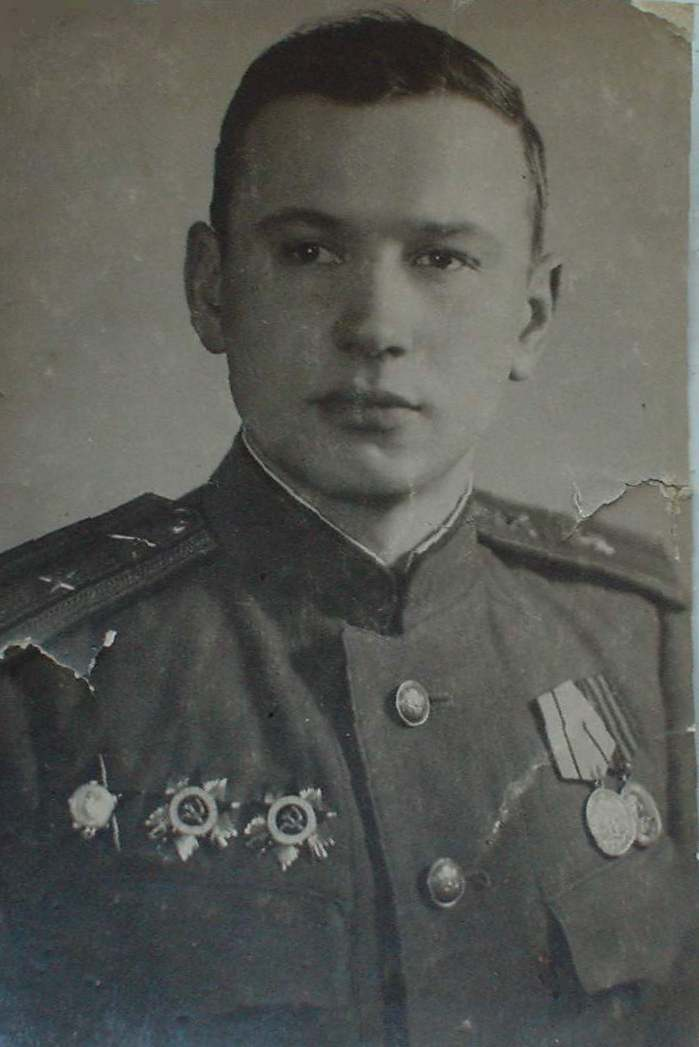
Николай Бандуристов
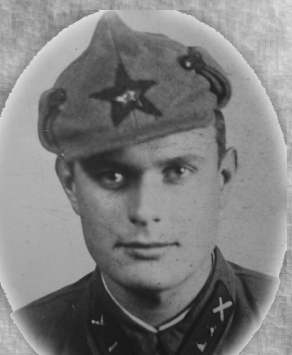
Дмитрий Дудка
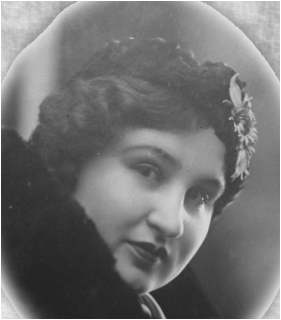
Лариса Ананьина
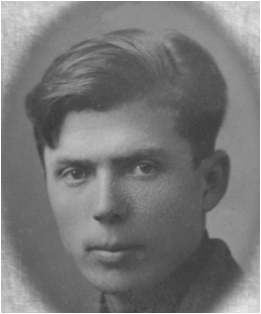
Юрий Топольков
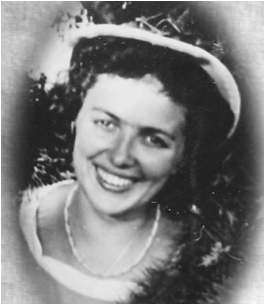
Маша Тополькова
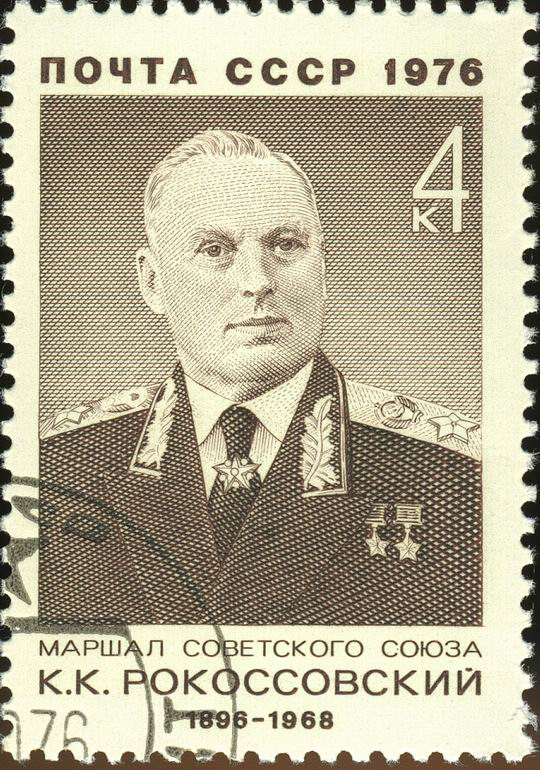
Маршал Рокоссовский
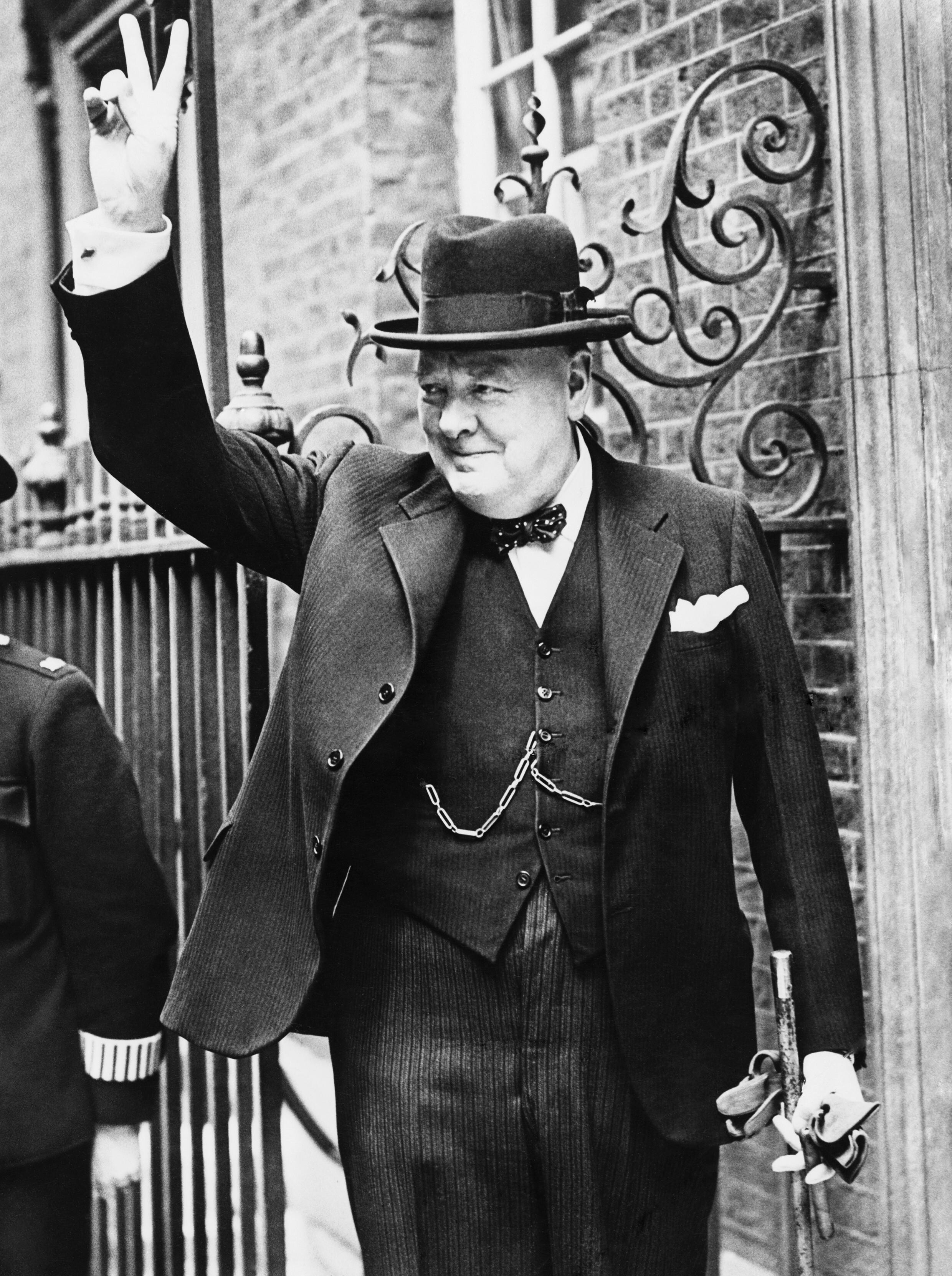
Уинстон Черчилль
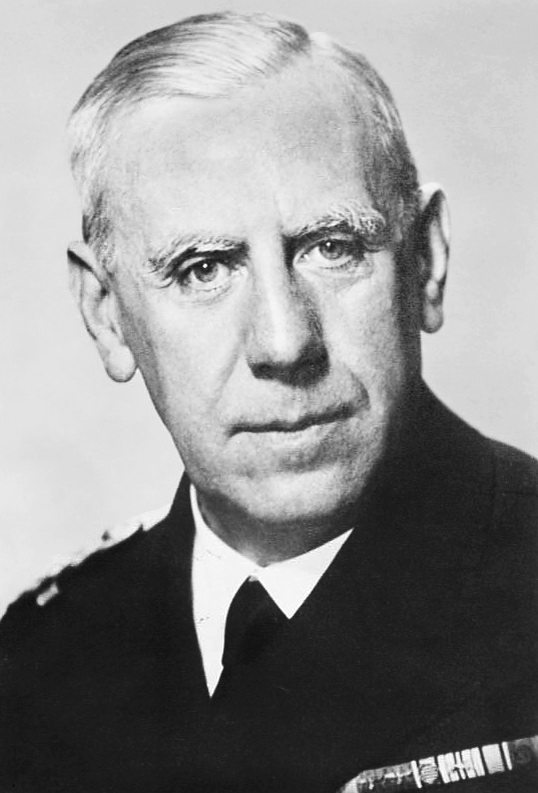
Вильгельм Канарис

## Интересные факты
- Прототипом главного героя романа Михаила Путивцева является отец писателя, Михаил Маркович Бондаренко.
- В образе Владимира Путивцева использованы отдельные автобиографические черты автора — гитлеровский лагерь, участие в Движении Сопротивления (французского), побег из лагеря, служба в полковой разведке 2-го Белорусского фронта.
- Вторая книга романа печаталась в Германии (ГДР) отдельными главами в газете «Остзее Цайтунг».

## Основные издания романа
1. Такая долгая жизнь: Роман. Кн. 1. — Ростов н/Д: Кн. изд-во, 1978. — 240 с.
2. Такая долгая жизнь: Роман. Кн. 2. — Ростов н/Д: Кн. изд-во, 1980. — 272 с.
3. Такая долгая жизнь: Роман. — М.: Сов. писатель. — 1980. — 624 с.
4. Такая долгая жизнь: Роман-дилогия. — Ростов н/Д: Кн.изд-во, 1982. — 624 с
5. Такая долгая жизнь: Роман-дилогия. — Ростов н/Д: Ростиздат, 1984.
6. Такая долгая жизнь: Роман. В 2-х кн. Кн. 1. — Ростов н/Д: Кн.изд-во, 1987. — 320 с; Кн. 2 — 352 с.
7. Такая долгая жизнь: Роман-дилогия. — М.: Сов. писатель, 1990. — 624 с — ISBN 5-265-01055-6.
8. Такая долгая жизнь: Роман-дилогия. / Избранное в 3-х томах. — Таганрог: Таганий Рогъ, 2007. — 1020 с — ISBN 978-5-903458-02-8, ISBN 978-5-903458-05-9.